# Stay Together
Albums de Kaiser Chiefs
Education, Education, Education and War
(2014) Duck
(2019)
Singles
1. Parachute
Sortie : 14 juin 2016
2. Hole in My Soul
Sortie : 18 août 2016
3. We Stay Together
Sortie : 21 décembre 2016

Stay Together est le sixième album studio du groupe britannique de rock Kaiser Chiefs, publié le 7 octobre 2016. 
Le son du disque varie de manière significatique par rapport aux efforts précédents du disque parce que le groupe Xenomania du producteur Brian Higgins participe activement à l'écriture et à la réalisation du disque. Cette collaboration ajoute un son dance music, voire disco, aux compositions généralement plus rock du groupe. Xenomania reçoit un crédit de compositeur sur chacune des 11 pistes, avec des crédits individuels additionnels pour Alexander Barrett et Miranda Cooper, entre autres, sur certaines des chansons.
Thématiquement, le disque touche à des questions de relations de couple, après deux albums centrés sur des préoccupations plus politiques.

## Liste des chansons
Toutes les chansons sont écrites et composées par Kaiser Chiefs.
| No  | Titre                   | Durée |
| --- | ----------------------- | ----- |
| 1.  | We Stay Together        | 4:32  |
| 2.  | Hole in My Soul         | 4:27  |
| 3.  | Parachute               | 3:52  |
| 4.  | Good Clean Fun          | 5:08  |
| 5.  | Why Do You Do It to Me? | 4:26  |
| 6.  | Indoor Firework         | 3:57  |
| 7.  | Press Rewind            | 5:01  |
| 8.  | Happen in a Heartbeat   | 3:20  |
| 9.  | High Society            | 3:47  |
| 10. | Sunday Morning          | 4:30  |
| 11. | Still Waiting           | 8:41  |

## Classements
| Classement musical            | Meilleure position |
| ----------------------------- | ------------------ |
| Belgique (Flandre Ultratop)   | 89                 |
| Belgique (Wallonie Ultratop)  | 105                |
| Royaume-Uni (UK Albums Chart) | 4                  |
| Suisse (Schweizer Hitparade)  | 88                 |

## Accueil critique
L'album, dont le son diffère fortement des albums précédents du groupe, a recueilli dans l'ensemble des critiques musicales mitigées, obtenant un score de 59⁄100, sur la base de 10 critiques collectées, sur Metacritic.